# New Milton
New Milton è una cittadina di 23 000 abitanti della contea dell'Hampshire, in Inghilterra.

## Amministrazione

### Gemellaggi
- Canteleu, Francia